# حرائق كاليفورنيا 2020

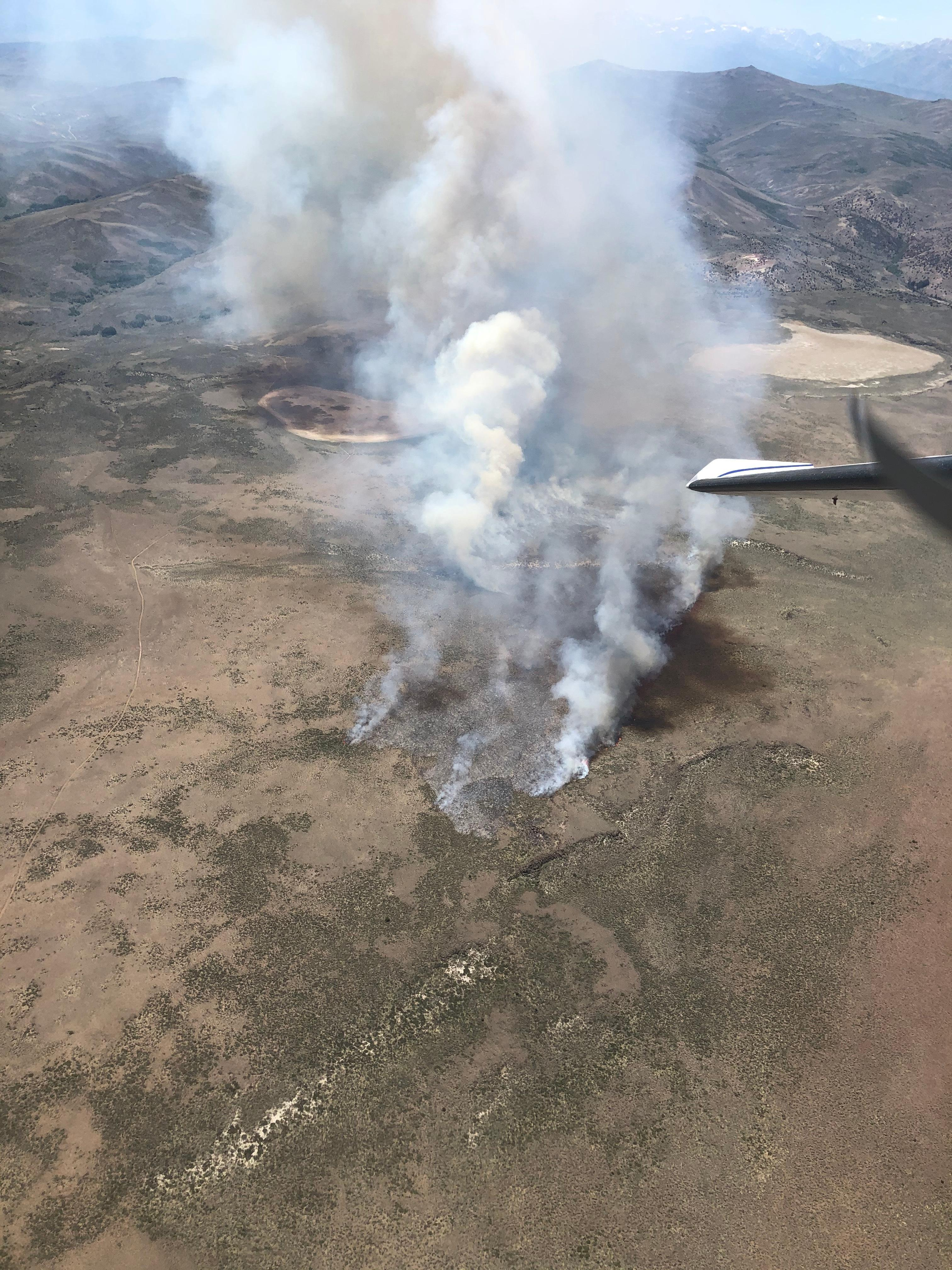

موسم حرائق الغابات في كاليفورنيا 2020 هي سلسلة من حرائق الغابات التي تحدث عبر ولاية كاليفورنيا. عادة ما تحدث ذروة موسم حرائق الغابات بين شهري أغسطس ونوفمبر عندما تكون الرياح الساخنة والجافة. وعادة لا ينتهي موسم حرائق الغابات حتى تصل أول عاصفة مطيرة كبيرة في فصل الشتاء، والتي عادة ما تحصل في شهر أكتوبر في شمال كاليفورنيا، وأواخر أكتوبر أو ديسمبر في جنوب كاليفورنيا. حتى 26 يوليو 2020، أُحرق ما مجموعه 78،823 فدانًا (31،899 هكتارًا) وفقًا لإدارة كاليفورنيا للغابات والحماية من الحرائق.

## التوقعات المبكرة
في وقت مبكر من العام، كان هناك قلق من أن يمتد موسم الحرائق المحتمل لعام 2020 بشكل خطير بسبب الأشهر الجافة غير الاعتيادية في يناير وفبراير، حيث سُجّلا كأكثر شهرين جفافًا في أول سنة تقويمية مسجلة. في 22 مارس، أعلن حاكم ولاية كاليفورنيا غافن نيوسوم قانون الطوارئ بسبب قطع الأشجار على نطاق واسع في جميع أنحاء الولاية، مما قد يزيد من خطر حرائق الغابات. كان من المتوقع أن تعاني شمال كاليفورنيا من حرائق غابات شديدة بسبب ظروف الجفاف المعتدلة أو الشديدة في المنطقة، في حين كان من المتوقع أن تشهد وسط وجنوب كاليفورنيا حرائق خطيرة في وقت لاحق من العام بسبب الموسم الرطب المتأخر. وستصل العواصف الرعدية الموسمية إلى جنوب كاليفورنيا إما في أغسطس أو أوائل سبتمبر.

## شهر آب / أغسطس 2020
أنتشرت حرائق هائلة في الولاية مما أجبر الآلاف من المواطنين على الفرار من المنازل، بينما التهمت النيران عشرات المنازل الأخرى يوم الأربعاء 19 آب/أغسطس 2020، وذلك بعدما أشعلت صواعق مئات الحرائق سريعة الانتشار.
وذكرت الاخبار أن ولاية كاليفورنيا تعرضت لقرابة 11 ألف ضربة صاعقة خلال 72 ساعة في أسوأ عاصفة من نوعها، منذ أكثر من 10 سنوات، تسببت في إشعال 367 حريقا، وأكثر من 20 منها حرائق كبيرة.
ولقد صدرت أوامر إجلاء بحق الآلاف في منطقة الحرائق التي أججتها الرياح، يوم الاثنين 17 آب /أغسطس 2020.
تسبب مجموع الحرائق بوفاة 23 شخص واصابة 43 وإجلاء نحو 100 ألف شخص.